# Der Turmbau zu Babel
Der Turmbau zu Babel (englisch The Tower of Babylon) ist eine Science-Fiction-Novelette des US-amerikanischen Schriftstellers Ted Chiang. Diese beschreibt eine Welt, in welcher die antike hebräische Kosmologie gültig ist, sowie den aus der Bibel bekannten Turmbau zu Babel auf einer flachen Erde mit einem Firmament darüber und die Bemühungen in dieses zum Yahweh genannten Schöpfer durchzugraben. Die Novelette war für den Hugo Award und den Locus Award im Jahr 1991 nominiert gewesen und gewann den Nebula Award im Jahr 1990. In deutscher Übersetzung von molovsky erschien die Kurzgeschichte in der Sammlung Die Hölle ist die Abwesenheit Gottes im Jahr 2011 sowie in der Sammlung Geteilt durch Null, einer kompletten Übersetzung von Story of Your Life and Others, im Jahr 2020. Beide Werke erschienen beim Golkonda-Verlag.

## Handlung
Hillalum begibt sich mit anderen Minenarbeitern auf dem Weg nach Babylon, wo der Turm von Babel gebaut wird, um von ihrer flachen Erde bis zum Firmament hinauf zu bauen. Inzwischen ist der Bau nach vielen Jahrhunderten beinahe abgeschlossen. Nach einem vier Monate dauernden Aufstieg sollen Hillalum und die anderen Minenarbeiter sich nun durch das Firmament bis zum Yahweh genannten Schöpfer durchgraben. Nach einer Feier in Babylon zur Legung des ersten Ziegels beginnt ihr Aufstieg entlang einer spiralförmigen Treppe. Hillalum erfährt zahlreiche Geschichte über den Turm. Etwa fallen gelegentlich Arbeiter in den Tod und verlassen zudem teilweise ihr ganzes Leben nie den Turm, da sie sich von auf Balkonen wachsenden Früchten ernähren und Regenwasser trinken können. Hillalum kann außerdem die den Turm hochsteigende Nacht beobachten, als die Sonne hinter der flachen Erde versinkt. Weiter oben knapp unter der Sonnenlaufbahn muss die Gruppe ihre Wanderungen wegen der Hitze in die Nacht verlagern. Außerdem hört die Gruppe die Geschichte eines mit dem Turm kollidierten Sterns, welcher dann zu einem etwa menschengroßen Klumpen an Himmelsmetall abkühlte. Als die Gruppe das Firmament erreicht, wird ein Tunnel gegraben und dann wieder geschossen, um ausströmendes Wasser als Strafe von Yahweh zu verhindern. Hillalum und die anderen Minenarbeiter graben anschließend jahrelang weiter nach oben und erreichen tatsächlich eine Wasserquelle, wobei nur Hillalum beim Verschluss des Tunnels eingesperrt wird und dann beginnt nach oben zu tauchen. Kurz bevor Hillalum bewusstlos wird, kommt ihm noch der Gedanke, zumindest näher an Yahweh als alle anderen vor ihm zu sterben. Doch Hillalum taucht auf der Erdoberfläche wieder auf und versteht, dass die Welt die Form eines Zylinders hat. Yahweh konnte daher nie böse über ihre Bemühungen sein, da es geometrisch vollkommen unmöglich ist, Yahweh überhaupt zu erreichen. Hillalum begibt sich nahe Babylon wieder auf die Reise zum Turm, um diese Entdeckung zu teilen.

## Kritik
Joshua Rothman schreibt in der The New York Times, dass die Novelette eine unheimliche und kompromisslose materielle Konkretheit aufweise („an uncanny and uncompromising material concreteness“). Gerade bei der Schilderung der antiken Steinschneidetechniken schreibe Ted Chiang genau was Science-Fiction einer früheren Ära gewesen wäre („writes the science fiction that would have existed in an earlier era, had science existed then“).